# 우먼 인 골드
《우먼 인 골드》(영어: Woman in Gold)는 2015년 공개된 영화이다. 사이먼 커티스 감독의 두 번째 연출작이며 헬렌 미렌, 라이언 레이놀즈, 다니엘 브륄, 케이티 홈스 등의 배우가 출연한다. 마리아 알트만의 일대기를 다루고 있다.

## 배역
- 헬렌 미렌 - 마리아 알트만
  - 타티아나 마슬라니 - 젊은 마리아 알트만
- 라이언 레이놀즈 - 랜돌 "랜디" 쇤베르크
- 다니엘 브륄 - 유베르투스 체르닌 역
- 케이티 홈즈 - 팸 쇤베르크
- 맥스 아이언스 - 프레드릭 "프리츠" 알트만
- 찰스 댄스 - 셔먼
- 엘리자베스 맥거번 - 판사 플로렌스 마리 쿠퍼
- 조너선 프라이스 - 미국 대법원장 윌리엄 렌퀴스트
- 모리츠 블라이프트로이 - 구스타프 클림트
- 안톄 트라우에 - 아델 블로흐 바우어
- 프랜시스 피셔 - 랜디의 어머니